# Кришнан, Рамеш
Рамеш Кришнан (там. ரமேஷ் கிருஷ்ணன், хинди रमेश कृष्णन, англ. Ramesh Krishnan; р. 5 июня 1961, Мадрас) — индийский профессиональный теннисист и теннисный тренер, сын Раманатхана Кришнана. Победитель Уимблдонского турнира и Открытого чемпионата Франции 1979 года среди юношей, финалист Кубка Дэвиса 1987 года в составе сборной Индии. Лауреат индийской спортивной премии «Арджуна» (1980, 1981) и национальной премии Падма Шри за спортивные достижения (1998).

## Спортивная карьера
Рамеш Кришнан — сын ведущего теннисиста Индии 50-х и 60-х годов Раманатхана Кришнана, двукратного полуфиналиста турниров Большого шлема и первого азиатского победителя юношеского Уимблдона. Рамеш, тренировашийся сначала у отца, а потом в теннисной академии Гарри Хопмана, рано дал понять, что пойдёт по стопам отца, когда уже в 1977 году, в 16 лет, дебютировал в составе сборной Индии в матче Кубка Дэвиса против команды Южной Кореи, а в 1979 году выиграл последовательно юношеский Открытый чемпионат Франции и юношеский Уимблдонский турнир.
В 1980 году Кришнан-младший дошёл до третьего круга на Уимблдоне среди взрослых, а год спустя вышел в четвертьфинал Открытого чемпионата США, победив во втором круге знаменитого ветерана Стэна Смита, а затем посеянного седьмым Джина Майера, и проиграв лидеру мирового тенниса и будущему победителю Джону Макинрою. В конце 1981 года в Маниле он выиграл свой первый турнир Гран-при.
В дальнейшем Рамеш Кришнан выиграл ещё семь турниров Гран-при и сменившего его тура АТР в одиночном разряде и один в парном. Ещё дважды он играл в четвертьфиналах турниров Большого шлема — сначала в 1986 году на Уимблдоне (где победил в третьем круге восьмую ракетку мира Йоакима Нюстрёма), а через год снова в Открытом чемпионате США. Среди успехов Кришнана — победа во втором круге Открытого чемпионата Австралии 1989 года над первой ракеткой мира Матсом Виландером. До этого он победил Виландера, на тот момент четвёртого в мире, в 1984 году в Токио, после чего уступил второй ракетке мира Ивану Лендлу. На его счету также победы в 1986 году над Джимми Коннорсом, всё ещё входившим в первую десятку в рейтинге, и будущими первыми ракетками мира Стефаном Эдбергом (в 1984 году) и Андре Агасси (в финале «челленджера» в Скенектади в 1986 году). В течение 10 лет подряд Рамеш входил в число ста лучших теннисистов мира по итогам сезона, поднявшись до 23-го места в рейтинге в начале 1985 года. В 1992 году он принял участие в Олимпийском теннисном турнире в Барселоне, проиграв в первом же круге посеянному под первым номером Джиму Курье, а в паре с молодым Леандером Паесом дойдя до четвертьфинала после победы над лучшей парой мира — австралийцами Вудбриджем и Вудфордом. За филигранно точную игру Кришнан получил от коллег прозвище «Хирург».
Будучи лидером сборной Индии во второй половине 1980-х годов, Кришнан вместе с многоопытным Виджаем Амритраджем вывел её в 1987 году в финал Мировой группы Кубка Дэвиса, выиграв пять из шести своих встреч в матчах с командами Аргентины, Израиля и Австралии перед тем, как в финале всухую проиграть укомплектованной сильнейшими теннисистами мира сборной Швеции. В 1993 году, в свой последний сезон в сборной, он дошёл с ней до полуфинала Мировой группы, выиграв решающие поединки в матчах с командами Швейцарии (против Якоба Хласека) и Франции. Всего он провёл за команду 50 игр, победив в 29. Полуфинал Кубка Дэвиса 1993 года, проигранный австралийцам, стал его последним выступлением в профессиональных турнирах.
После окончания активной карьеры Рамеш Кришнан занялся тренерской работой, преподавая вместе с отцом в Теннисном центре Кришнана в Ченнае. В 1999 году он стал капитаном сборной Индии в Кубке Дэвиса и занимал этот пост до 2003 года, трижды добравшись с командой, выступавшей в I Азиатско-океанской группе, до переходных матчей за право играть в Мировой группе. В 2003 году он отказался от продолжения контракта со сборной, стремясь проводить больше времени с семьёй, в том числе с дочерью Гаятри, начинавшей в это время играть в теннис. Его место занял 30-летний Леандер Паес.

## Участие в финалах профессиональных турниров за карьеру

### Одиночный разряд (12)

#### Победы (8)
| №  | Дата        | Турнир                     | Покрытие | Соперник в финале | Счёт в финале      |
| -- | ----------- | -------------------------- | -------- | ----------------- | ------------------ |
| 1. | 23 ноя 1981 | Манила, Филиппины          | Грунт    | Иван Дюпаскье     | 6-4, 6-4           |
| 2. | 12 июл 1982 | Штутгарт, ФРГ              | Грунт    | Сэнди Майер       | 5-7, 6-3, 6-3, 7-6 |
| 3. | 12 мар 1984 | Мец, Франция               | Хард (i) | Ян Гуннарссон     | 6-3, 6-3           |
| 4. | 13 окт 1986 | Токио, Япония              | Хард     | Юхан Карлссон     | 6-3, 6-1           |
| 5. | 27 окт 1986 | Гонконг                    | Хард     | Андрес Гомес      | 7-6, 6-0, 7-5      |
| 6. | 28 дек 1987 | Веллингтон, Новая Зеландия | Хард     | Андрей Чесноков   | 6-7, 6-0, 6-4, 6-3 |
| 7. | 9 янв 1989  | Окленд, Новая Зеландия     | Хард     | Амос Мансдорф     | 6-4, 6-0           |
| 8. | 20 авг 1990 | Скенектади, США            | Хард     | Келли Эвернден    | 6-1, 6-1           |

#### Поражения (4)
| №  | Дата        | Турнир                   | Покрытие | Соперник в финале | Счёт в финале |
| -- | ----------- | ------------------------ | -------- | ----------------- | ------------- |
| 1. | 21 окт 1985 | Кёльн, ФРГ               | Хард (i) | Петер Лундгрен    | 3-6, 2-6      |
| 2. | 4 янв 1988  | Окленд, Новая Зеландия   | Хард     | Амос Мансдорф     | 3-6, 4-6      |
| 3. | 13 июн 1988 | Бристоль, Великобритания | Трава    | Кристиан Сачану   | 4-6, 6-2, 2-6 |
| 4. | 22 авг 1988 | Рай-Брук, Нью-Йорк, США  | Хард     | Милан Шрейбер     | 2-6, 6-7      |

### Парный разряд (1)
Победа (1)
| Дата        | Турнир         | Покрытие | Партнёр          | Соперники в финале        | Счёт в финале |
| ----------- | -------------- | -------- | ---------------- | ------------------------- | ------------- |
| 23 мар 1987 | Нанси, Франция | Хард (i) | Клаудио Медзадри | Грант Коннелл Ларри Скотт | 6-4, 6-4      |

### Кубок Дэвиса (1)
Поражение (1)
| Год  | Место проведения | Команда                                                    | Соперник в финале                                   | Счёт |
| 1987 | Гётеборг         | Индия А. Амритрадж, В. Амритрадж, Ш. Васудеван, Р. Кришнан | Швеция М. Виландер, Й. Нюстрем, С. Эдберг, А. Яррид | 0-5  |